# Margarida de Lorena
Margarida de Lorena (em francês:  Marguerite de Lorraine, Nancy, 22 de julho de 1615 – Paris, 13 de abril de 1672) foi duquesa de Orleães, segunda esposa de Gastão, Duque de Orleães, irmão mais novo do rei Luís XIII de França. Como Gastão casou-se com ela em segredo, desafiando o rei, ele teve seu casamento anulado. Em seu leito de morte, o rei Luís XIII permitiu que se casassem. Após o novo casamento, Margarida e Gastão tiveram cinco filhos. Margarida era a madrasta de La Grande Mademoiselle.

## Biografia
Margarida nasceu em Nancy, Lorena no dia 22 de julho de 1615, ela era filha de Francisco II, Duque de Lorena e da Condessa Cristina de Salm. Ela cresceu em Nancy, a capital do ducado de seu pai. Depois de perder sua mãe em 1627, ela foi criada por sua tia Catarina de Lorena, abadessa de Remiremont. Dois de seus irmãos mais velhos, Carlos e Nicolau, foram sucessivamente duques de Lorena.
Enquanto se refugiava da ira do primeiro-ministro francês, o cardeal de Richelieu, Gastão, o duque de Orleães, o irmão mais novo e o herdeiro presumido de Luís XIII da França, se apaixonou por Margarida, no entanto, como a França e o ducado de Lorena eram vizinhos inimigos, foi recusada a permissão para Gastão se casar com Margarida. No entanto, Gastão voltou para Lorena e, numa cerimônia secreta na presença de sua família em Nancy durante a noite de 3 de janeiro de 1632, Gastão casou-se com Margarida. Como ele não obtivera a permissão prévia de seu irmão mais velho -um de seus muitos atos de desafio- o casal não conseguiu comparecer no tribunal francês e o casamento foi mantido em segredo.
Em novembro desse mesmo ano, Henrique II, duque de Montmorency, a caminho do andaime, traiu Gastão ao revelar a fuga ao rei e Richelieu. O rei fez com que o casamento de seu irmão fosse declarado nulo pelo Parlamento de Paris em setembro de 1634 e, apesar do protesto do Papa, a Assembléia do clero francês confirmou a anulação em setembro de 1635, alegando que um príncipe de sangue, especialmente um herdeiro do trono, só poderia contrair matrimônio com a permissão do rei - consistente com a soberania e o costume francês. Quando Luís XIII estava em seu leito de morte em maio de 1643, ele aceitou o pedido de perdão de seu irmão, autorizando seu casamento com Margarida, após o que o casal fez seus votos pela terceira vez em julho de 1643 perante o arcebispo de Paris em Meudon. O duque e a duquesa de Orleães foram finalmente recebidos no Corte francesa e poderiam começar a produzir progênies legítimos.
Com o direito de seu casamento, Margarida tornou-se conhecida como Madame na Corte francesa. Após a morte de sua mãe, em 1642, Gastão foi legado pelo Palácio de Luxemburgo, que se tornou a residência parisiense do casal sob o nome de Palácio de Orleães, uma vez que foram restaurados para o favor real. Também moraram no Castelo de Blois, no vale do Loire, onde seu primeiro filho nasceu em 1645. Margarida, no entanto, não desempenhou nenhum papel significativo na corte francesa, embora tenha recebido uma recepção calorosa após a morte de Luís XIII. Ela sofria de agorafobia e raramente visitava a Corte francesa onde seus deveres eram assumidos por sua enteado, a Grande Mademoiselle, com quem ela se dava bem. 
O marido de Margarida, que tinha desempenhado um papel importante na Fronda contra o seu sobrinho, o jovem rei Luís XIV, foi exilado para no Castelo de Blois, onde morreu em 1660. Algum tempo depois da morte do marido, Luís XIV deu o título de  duque de Orleães a seu irmão, Filipe de França, que se tornou o novo Monsieur. Margarida continuou a residir no Palácio de Orleães, atual Palácio do Luxemburgo, onde morreu em 13 de abril de 1672. Ela foi enterrada na Basílica de Saint-Denis.

## Descendência
| Nome                                    | Retrato | Longevidade                                   | Notas |
| --------------------------------------- | ------- | --------------------------------------------- | --- |
| Margarida Luísa, Grã-Duquesa da Toscana |         | 28 de julho de 1645 – 17 de setembro de 1721  | Grã-Duquesa da Toscana de 1670 a 1721. Casou-se com Cosme III, Grão-Duque da Toscana. O casamento produziu três filhos.                           |
| Isabel, Duquesa de Guise                |         | 26 de dezembro de 1646 – 17 de março de 1696  | Duquesa de Guise. Casou-se com Luís José, Duque de Guise, filho de Luís, Duque de Joyeuse. O casamento produziu um filho.                         |
| Francisca Madalena, Duquesa de Saboia   |         | 13 de outubro de 1648 – 14 de janeiro de 1664 | Duquesa de Saboia de 1663 a 1664. Casou-se com Carlos Emanuel, Duque de Saboia, filho de Vítor Amadeu I, Duque de Saboia. Não houve descendência. |
| João Gastão, Duque de Valois            |         | 17 de agosto de 1650 – 10 de agosto de 1652   | Duque de Valois do nascimento à morte. |
| Maria Ana, Mademoiselle de Chartres     |         | 9 de novembro de 1652 – 17 de agosto de 1656  | Mademoiselle de Chartres do nascimento à morte.                                                                                                   |

## Ascendência
| Margarida de Lorena | Pai: Francisco II, Duque da Lorena | Avô paterno: Carlos III da Lorena | Bisavô paterno: Francisco I da Lorena                  |
| Margarida de Lorena | Pai: Francisco II, Duque da Lorena | Avô paterno: Carlos III da Lorena | Bisavó paterna: Cristina da Dinamarca                  |
| Margarida de Lorena | Pai: Francisco II, Duque da Lorena | Avó paterna: Cláudia de Valois    | Bisavô paterno: Henrique II de França                  |
| Margarida de Lorena | Pai: Francisco II, Duque da Lorena | Avó paterna: Cláudia de Valois    | Bisavó paterna: Catarina de Médici                     |
| Margarida de Lorena | Mãe: Cristina de Salm              | Avô materno: Paulo, Conde de Salm | Bisavô materno: João VI, Conde de Salm                 |
| Margarida de Lorena | Mãe: Cristina de Salm              | Avô materno: Paulo, Conde de Salm | Bisavó materna: Cláudia de Stainville                  |
| Margarida de Lorena | Mãe: Cristina de Salm              | Avó materna: Marie Le Veneur      | Bisavô materno: Tanneguy Le Veneur, Conde de Tillières |
| Margarida de Lorena | Mãe: Cristina de Salm              | Avó materna: Marie Le Veneur      | Bisavó materna: Madeleine de Pompadour                 |